# Orthocaulis
Orthocaulis là một chi rêu trong họ Anastrophyllaceae.